# 聖哈辛托 (奇基穆拉省)
聖哈辛托（西班牙語：San Jacinto），是危地馬拉的城鎮，位於該國東部，由奇基穆拉省負責管轄，面積60平方公里，海拔高度555米，2002年人口10,530，人口密度每平方公里175.5人。
14°40′N 89°50′W / 14.667°N 89.833°W